# Aidesis
Aidesis  (altgriechisch αἴδεσις; deutsch etwa: Sühnegeld, Wergeld, Versöhnung)  war ein Rechtsinstitut des antiken griechischen, insbesondere des attischen Rechts. Es bezeichnet einen Rechtsakt, mit dem die Angehörigen eines Getöteten den Täter nach Zahlung eines Bußgelds von der Strafverfolgung freistellten.
Die Verfolgung von Tötungsdelikten oblag nach athenischem Gesetz den Verwandten des Getöteten. Dessen Vater, Bruder, Sohn oder ersatzweise die Phratrie machte eine private Anklage anhängig.
Jedoch war es den Verwandten des Toten als Strafverfolgern unter bestimmten Umständen erlaubt oder wurde sogar von ihnen  erwartet, dem Mörder aidesis zu gewähren. Sobald dies erfolgt war, war der Mörder immun gegen weitere Strafverfolgung.
Die Neuregelung der Aidesis durch Drakon gehört zu dessen wichtigsten Reformen des attischen Strafrechts. Danach wurde unterschieden  zwischen der vorsätzlichen (ἐκ προνοίας) und der unvorsätzlichen (fahrlässigen, ἀεκούσιος) Tötung – eine Unterscheidung, die dem attischen Recht bis dahin fremd war. Während  bei der vorsätzlichen Tötung aidesis nicht möglich war, konnte der ohne Vorsatz Tötende in den Genuss der aidesis kommen. Waren die Verwandten hierzu nicht bereit, konnte der Täter die Polis für einige Jahre verlassen und sich dadurch der Blutrache entziehen. Der vorsätzliche Mord wurde dagegen mit dem Tode, lebenslanger Verbannung und Einziehung des Vermögens bestraft.
In der Entwicklung des Strafrechts stellt die Regelung der Aidesis einen Schritt von der Blutrache und der Vergeltung als Privatstrafe hin zum Strafmonopol des Staates dar.